# Beauregard-Vendon
Beauregard-Vendon är en kommun i departementet Puy-de-Dôme i regionen Auvergne-Rhône-Alpes i centrala Frankrike. Kommunen ligger i kantonen Combronde som tillhör arrondissementet Riom. År 2022 hade Beauregard-Vendon 1 323 invånare.

## Befolkningsutveckling
Antalet invånare i kommunen Beauregard-Vendon
| Referens: INSEE |